# Romulus Nicolae Mailat
Romulus Nicolae Mailat (n. Vurpăr, Sibiu) este un român de etnie romă care a fost acuzat că a jefuit, violat și ucis o italiancă de 47 de ani, într-o suburbie a Romei.
Pe 30 octombrie 2007, Giovanna Reggiani, soția unui amiral italian, a fost găsită în stare gravă, undeva în apropierea casei sale.
Pe 1 noiembrie 2007, victima moare, la Spitalul Sant’Andrea din Roma.
Romulus Nicolae Mailat, a fost arestat sub acuzația de jaf și ucidere a unei italience.
În urma audierilor, Mailat a recunoscut că a jefuit-o pe femeie, dar a negat că ar fi ucis-o.
Cazul Mailat a tensionat relațiile româno-italiene.
Incidentul a amplificat discuțiile privind infracțiunile săvârșite de imigranții români,
a determinat un val de antipatie față de românii din Italia
și a determinat autoritățile italiene să ia măsuri fără precedent împotriva acestora.
Presa din Italia a explodat, iar guvernul italian a aprobat de urgență un decret de lege privind siguranța publică care le acordă dreptul prefecților de a-i expulza pe imigranții considerați periculoși.
Mai mulți români au fost atacați pe stradă sau în propriile case.Au fost transmise multe emisiuni televizive despre acest caz, chiar si Bruno Vespa per Rai Uno  l-a invitat pe Marian Mocanu  si s-a vorbit mult in celebra emisiune  "Porta a porta" despre aceasta crima.
Pe 2 noiembrie 2007, tabăra de romi din Tor di Quinto a fost demolată.
Pe 29 octombrie 2008, Romulus Mailat a fost condamnat la 29 de ani de închisoare iar pe 9 iulie 2009, Curtea de Apel din Roma a decis ca pedeapsa să fie preschimbată în închisoare pe viață.

## Antecedente penale
Mailat a mai fost condamnat de două ori înainte.
Prima condamnare, din 1997, când avea doar 14 ani, s-a soldat cu internarea într-o Școală specială de muncă și reeducare pentru minori.
În 2006, Mailat a fost condamnat pentru furt de fier vechi la trei ani de închisoare.
În același an însă, a fost grațiat în condițiile legii 543 din 2002 și, cum instanța nu a dispus restrângerea dreptului la liberă circulație, a părăsit imediat România.

## Alți suspecți
Vasile Neamțu, fiul Emiliei Neamțu, martora care l-a denunțat pe Mailat, a fost suspectat inițial de complicitate, dar în final a rezultat că toate mărturiile îl disculpă.
Pe 4 februarie 2009, autoritățile italiene au decis trimiterea în judecată a lui Radu Părvu și a lui Dorin Obedea (tatăl iubitei lui Nicolae Mailat), aceștia fiind acuzați că au găsit și apoi au vândut telefonul mobil al Giovannei Reggiani.

## Reacții și declarații publice
Primarul Romei, Walter Veltroni, și-a exprimat atunci nemulțumirea față de agresarea unei femei de către un bărbat român, după ce aceasta a decedat la spital.
"Din iunie și până în prezent au avut loc diferite incidente, care atestă schimbarea atmosferei orașului. Atacul asupra ciclistului, care apoi a murit, incidentul cu Toratore, cel de la consiliul orășenesc, violarea unei femei. Iar acum acest ultim incident îngrozitor", a subliniat Veltroni.
Președintele Traian Basescu a cerut Ministerului de Externe să reclame Comisiei Europene faptul că Italia aplică defectuos noua legislație privind siguranța publică.
De asemenea, premierul Călin Popescu-Tăriceanu a cerut autorităților de la Roma să-i protejeze pe românii cinstiți.
La apariția cazului „Romulus Mailat”, ministrul de externe Adrian Cioroianu a apreciat că infractorii români din străinătate ar trebui „plasați” în deșertul egiptean și „puși la muncile cele mai dure”, „în batalioane disciplinare”.
În reacție, mai multe organizații neguvernamentale au cerut demisia lui Cioroianu pentru această remarcă considerată scandaloasă.
Chiar și președintele Traian Băsescu a criticat această afirmație, spunând că „trebuia sa demisioneze in al doilea minut”.
Ulterior Cioroianu și-a cerut scuze, în mod public, pentru aceste afirmații.

## Expulzări
Primii patru romi expulzați din Italia au fost expulzați în primele zile din noiembrie 2007.
Prin măsura prezentată în luna octombrie 2007 de ministrul de Interne, Giuliano Amato, până pe 31 decembrie 2007 numărul persoanelor de origine română expulzate din Italia a ajuns la 200.
În aprilie 2008, trei români din Italia au primit ordin de a părăsi țara în termen de 30 de zile.
Decizia a venit din partea prefectului orașului Treviso, Vittorio Capocelli, ca urmare a unei cereri înaintate de forțele de ordine locale.